# Signalpreis
Unter Signalpreis wird ein im Marketing für ein Produkt oder eine Dienstleistung exponiert beworbener (Einzel-)Preis verstanden, üblicherweise ein niedriger Schwellenpreis.
Regelmäßig fallen für den Verbraucher jedoch zusätzliche Kosten an – so wird etwa der Preis nur bei einer Mindestabnahme (etwa einem Mindestumsatz), einer Grundgebühr oder einer längerfristig garantierten Abnahme (etwa durch eine Mindestvertragslaufzeit) gewährt oder andere einzelne Preisbestandteile des Bündelangebots sind deutlich hochpreisiger oder es handelt sich beim Signalpreis für ein Produkt um keinen Kaufpreis, sondern um die Monatsrate bei Ratenzahlung oder Leasing.
Diese zusätzlichen Informationen erfährt der Verbraucher meist nur im kleingedruckten Sternchentext.